# Саяна
Саяна (санскр. सायण, Sāyaṇa IAST, розум. В 1387) та Саяначарья (Sāyaṇācārya IAST) - відомий коментатор Вед. Процвітав при царі Буккі I і його спадкоємця Харіхаре II, в Віджаянагарской імперії на півдні Індії. Був сином Маяни і учнем Вішну Сарваджни і Самкарананди. Більше сотні праць приписується Саяне, серед них коментарі майже на всі частини Вед; деякі з роботи були вже дописані його учнями, а частина написана ним разом з братом Мадхава, або Відьяранья-сваміном. 

## Роботи Саяни
Головною працею Саяни є його Ведартха-Пракаша, чи коментар на Веди. Його коментар на Ріг-веду було видано Максом Мюллером в 1849-1875 рр.. Основна частина коментарю написано мабуть Саяном, але робота також включає вставки його брата Мадхави, та доповнення його учнів і пізніших авторів, які писали під ім'ям Саяни. У результаті «Саяна» або «Саянамадхава» відноситься за угодою до колективного авторству даного коментаря, як до єдиного цілого без виключення яких-небудь шарів. 
Саяна також написав і менш значущі керівництва, серед них Судханідхі, пояснює такі галузі знання як Праяшчіта (спокута), Яджнатантра ( ритуал), Мета життя (допомога людині в його зусиллях), Аюрведа (медицина) , Санг-сара (музика), Дхатувріддхі (граматика).

## Видання
- Max Müller,Rig-Veda Sanskrit-Ausgabe mit Kommentar des Sayana (aus dem 14. Jh. N. Chr .), 6 vols., London 1849-75, 2nd ed. in 4 vols. London 1890 ff.
- Rgveda-Samhitā Srimat-sāyanāchārya virachita-bhāṣya-sametā IAST, Vaidika Samśodhana Mandala, Pune-9 (2nd ed. 1972)